# Oliver Christensen
Oliver Christensen (Kerteminde, 1999. március 22. –) dán válogatott labdarúgó, a német Hertha BSC kapusa.

## Pályafutása

### Klubcsapatokban
A Kerteminde Boldklub és az Odense korosztályos csapataiban nevelkedett, próbajátékon is részt vett a Manchester United csapatánál. 2017 májusában három évre szóló profi szerződést kötött az Odense csapatával. 2018. október 22-én mutatkozott be a Brøndby elleni bajnoki mérkőzésen. A találkozón mutatott teljesítménye miatt alapember lett.
2021. augusztus 26-án 2026 júniusáig aláírt a német Hertha BSC csapatához. November 5-én mutatkozott be a második csapatban a Lokomotive Leipzig ellen. A Hamburger SV elleni rájátszás mindkét mérkőzésén ő védett. 2022. augusztus 6-án debütált az élvonalban az Union Berlin ellen 3–1-re elvesztett találkozón.

### A válogatottban
Többszörös korosztályos válogatott. A 2021-es U21-es labdarúgó-Európa-bajnokságon kezdőkapusként vett részt. 2020. november 11-én mutatkozott be a felnőtt válogatottban Svédország ellen.

## Statisztika

### Klubcsapatokban
2022. október 2-ai állapotnak megfelelően.
| Klub          | Szezon   | Bajnokság              | Bajnokság | Bajnokság | Kupa  | Kupa  | UEFA  | UEFA  | Egyéb | Egyéb | Összesen | Összesen |
| Klub          | Szezon   | Osztály                | Mérk.     | Gólok     | Mérk. | Gólok | Mérk. | Gólok | Mérk. | Gólok | Mérk.    | Gólok    |
| ------------- | -------- | ---------------------- | --------- | --------- | ----- | ----- | ----- | ----- | ----- | ----- | -------- | -------- |
| Odense        | 2016–17  | Dán Szuperliga         | 0         | 0         | 0     | 0     | —     | —     | —     | —     | 0        | 0        |
| Odense        | 2017–18  | Dán Szuperliga         | 0         | 0         | 0     | 0     | —     | —     | —     | —     | 0        | 0        |
| Odense        | 2018–19  | Dán Szuperliga         | 1         | 0         | 2     | 0     | —     | —     | —     | —     | 3        | 0        |
| Odense        | 2019–20  | Dán Szuperliga         | 34        | 0         | 0     | 0     | —     | —     | —     | —     | 34       | 0        |
| Odense        | 2020–21  | Dán Szuperliga         | 25        | 0         | 3     | 0     | —     | —     | —     | —     | 28       | 0        |
| Odense        | 2021–22  | Dán Szuperliga         | 6         | 0         | 0     | 0     | —     | —     | —     | —     | 6        | 0        |
| Odense        | Összesen | Összesen               | 66        | 0         | 5     | 0     | 0     | 0     | 0     | 0     | 71       | 0        |
| Hertha BSC    | 2021–22  | Bundesliga             | 0         | 0         | 0     | 0     | —     | —     | 2     | 0     | 2        | 0        |
| Hertha BSC    | 2022–23  | Bundesliga             | 8         | 0         | 1     | 0     | —     | —     | —     | —     | 9        | 0        |
| Hertha BSC    | Összesen | Összesen               | 8         | 0         | 1     | 0     | 0     | 0     | 2     | 0     | 11       | 0        |
| Hertha BSC II | 2021–22  | Regionalliga Northeast | 5         | 0         | 0     | 0     | —     | —     | —     | —     | 5        | 0        |
| Hertha BSC II | Összesen | Összesen               | 5         | 0         | 0     | 0     | 0     | 0     | 0     | 0     | 5        | 0        |
| Összesen      | Összesen | Összesen               | 79        | 0         | 6     | 0     | 0     | 0     | 2     | 0     | 87       | 0        |

1. ↑  Magában foglalja a Bajnokok ligájában és az Európa-ligában való pályára lépeseit is.
2. ↑  Magában foglalja a rájátszásban való pályára lépeseit is.

### A válogatottban
| Válogatott | Év       | Pályára lépés | Gól |
| ---------- | -------- | ------------- | --- |
| Dánia      | 2020     | 1             | 0   |
| Összesen   | Összesen | 1             | 0   |